# Contea di Gingin
La contea di Gingin è una delle 43 local government areas che si trovano nella regione di Wheatbelt, in Australia Occidentale. Si estende su di una superficie di circa 3.211 chilometri quadrati ed ha una popolazione di 4.316 abitanti.